# Zernograd
Zernograd (tiếng Nga: Зерногра́д) là một thị xã ở tỉnh Rostov, Nga, cự ly 71 kilômét (44 mi) về phía đông nam Rostov-on-Don. Dân số: 28.840 (điều tra dân số Nga năm 2002); 26.097 người theo điều tra dân số Liên Xô năm 1989.
Khu vực này được thiết lập năm 1915 do việc xây dựng tuyến đường ray Rostov–Torgovaya. Năm 1933, khu vực này thành một khu định cư và được đổi tên thành Zernovoy (Зерново́й). Khu định cư này thành thị xã năm 1951 và được đổi tên thành Zernograd năm 1960.